# تراموا استکهلم
تراموا استکهلم (انگلیسی: Trams in Stockholm) سیستم تراموا در شهر استکهلم، سوئد است.
این تراموا که در سال ۱۸۷۷ با نیروی اسب تأسیس شده دارای ۴ خط، ۵۳ ایستگاه و ۴۱ کیلومتر طول می‌باشد.

## نگارخانه

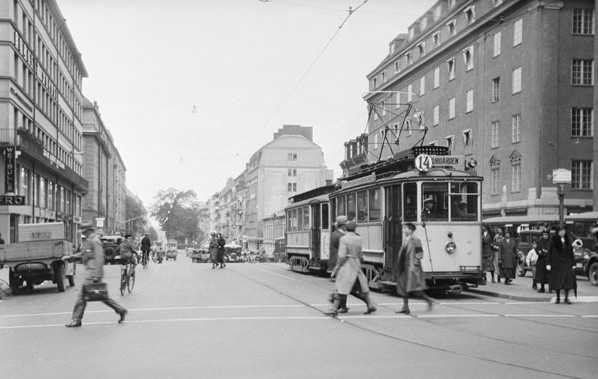
۱۹۳۱
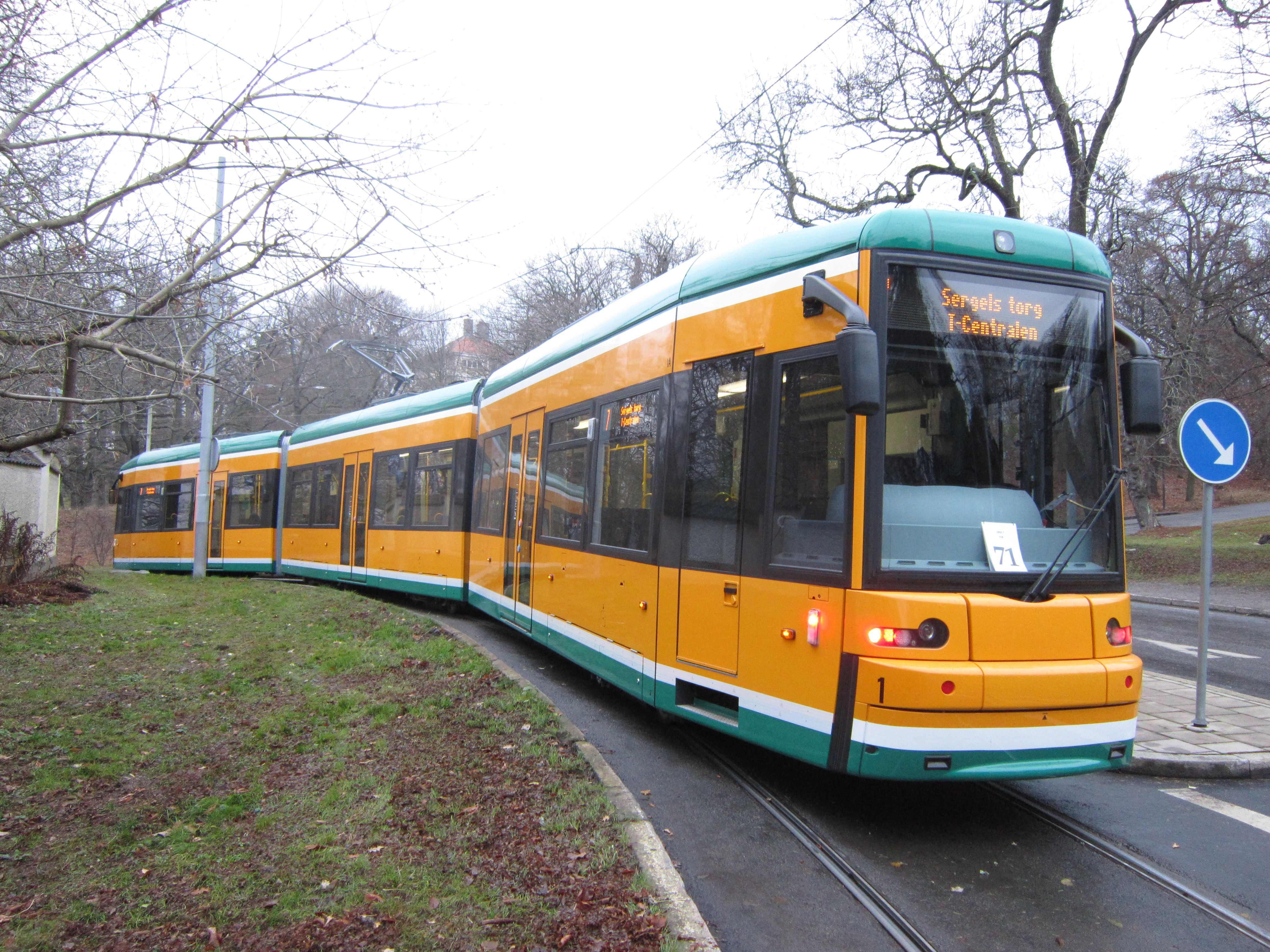
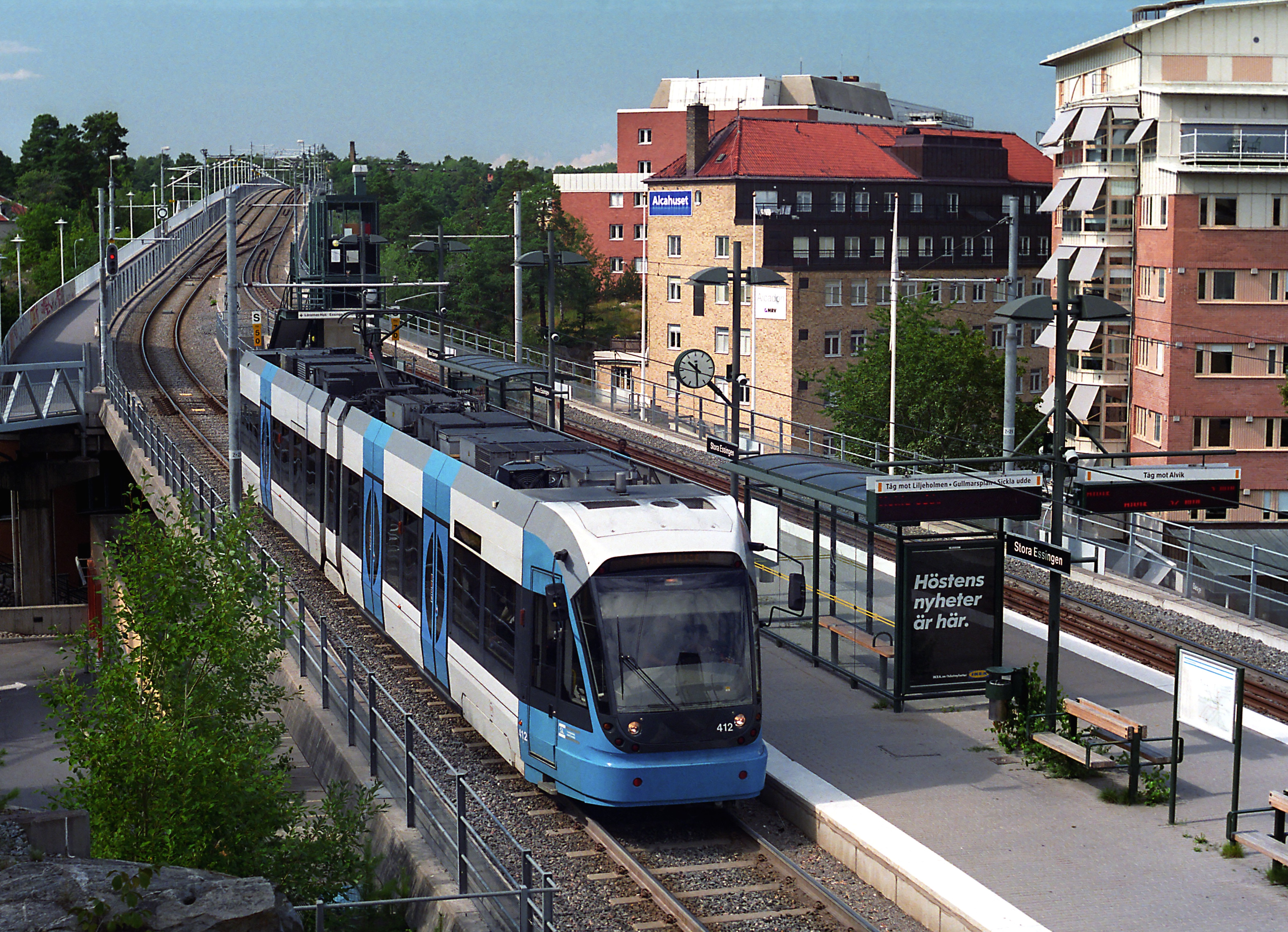
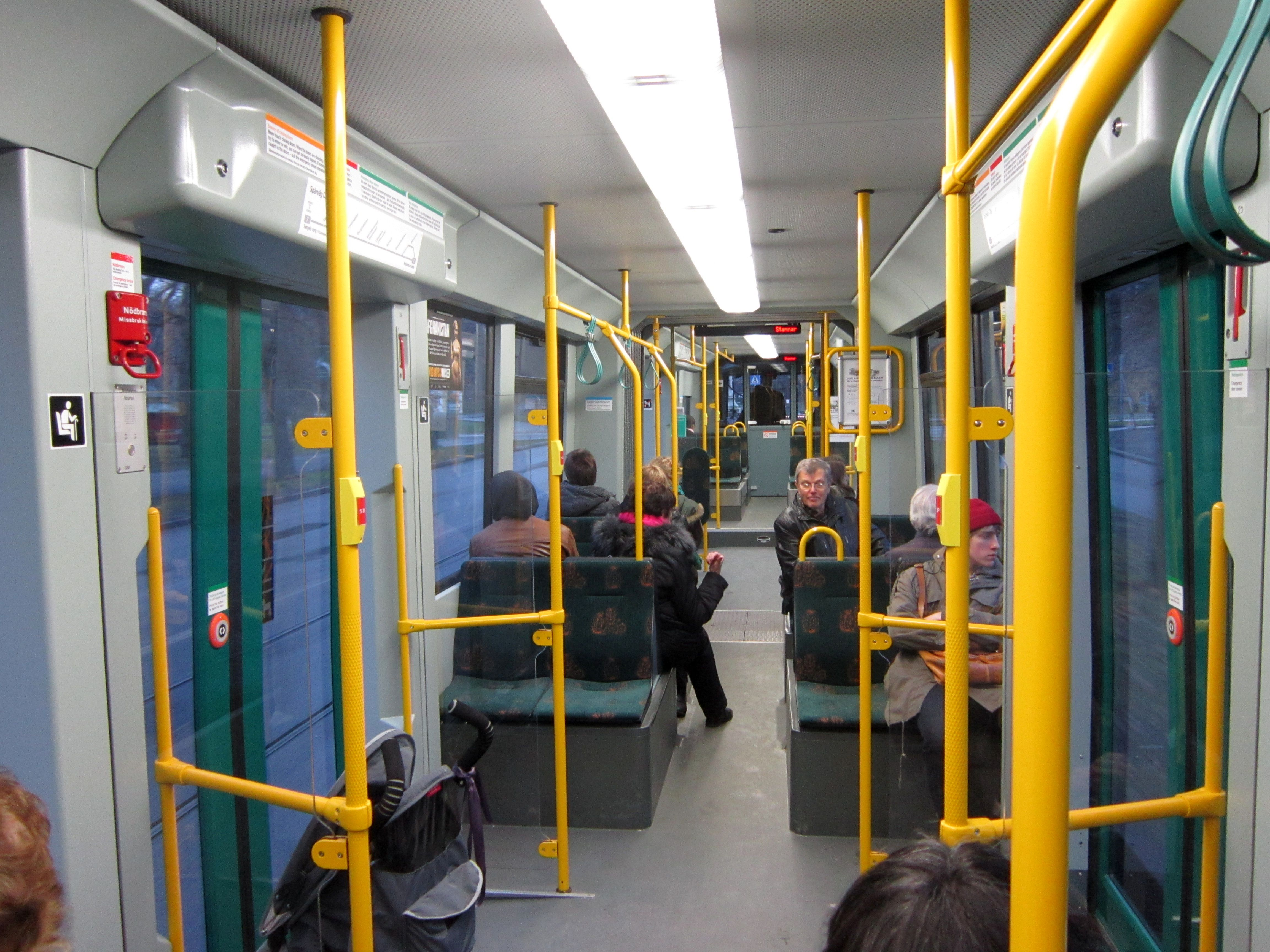